# Lewy Brzeg Wisły (Gniew)
Lewy Brzeg Wisły – czynny w latach 1901-1920 wąskotorowy przystanek osobowy w Gniewie, w województwie pomorskim, w Polsce.